# 카페, 한 사람을 기다리다
《카페, 한 사람을 기다리다》(중국어: 等一個人咖啡)는 2014년에 개봉한 대만의 영화이다.

## 캐스팅
- 쑹윈화: 리쓰잉 역
- 허하오천: 아토우 역
- 라이야옌: 아부쓰 역
- 저우후이민: 카페 사장 역
- 장리앙: 양택우 역
- 란신메이: 금도심 역
- 리뤄: 바오거 역